# Harold Foster
Harold Rudolph Foster (Halifax, Nueva Escocia, 16 de agosto de 1892 - Winter Park, Florida, 25 de julio de 1982) fue un autor de cómics canadiense, primer adaptador de Tarzán al lenguaje del cómic, y conocido sobre todo por su obra Príncipe Valiente.

## Infancia y juventud
Desde su infancia mostró interés por la navegación: a los ocho años manejaba un pequeño velero por la bahía de Halifax y a los doce era oficial en una corbeta. En 1906, cuando tenía catorce años, su familia se mudó a Winnipeg, en el estado de Manitoba, donde Harold desarrollaría una gran afición a la caza, la pesca y el contacto con la naturaleza.
En 1910 abandonó los estudios para comenzar a buscarse la vida. Tuvo varias ocupaciones -entre ellas la de boxeador o la de buscador de oro-, y alcanzó cierta fortuna como ilustrador de catálogos para ventas por correspondencia. 

## Estados Unidos. Tarzán
En 1922 emigró a Estados Unidos (se cuenta que hizo el viaje en bicicleta) y en Chicago se inscribió en varios cursos de dibujo. Tras finalizarlos, comenzó a trabajar para la agencia Campbell-Ewald de Detroit. A finales de los años 1920, acababan de nacer en la prensa estadounidense las tiras de prensa de estilo realista, y uno de los dirigentes de la empresa Campbell-Ewald, Joseph H. Neebe tuvo la idea de comprar los derechos del personaje de Tarzán a su creador Edgar Rice Burroughs, y encargar a Foster su adaptación al cómic.
La historieta Tarzán de los Monos, dibujada por Foster, empezó a publicarse en varios diarios estadounidenses el 7 de enero de 1929, exactamente el mismo día en que hacía su debut otro clásico del cómic estadounidense, Buck Rogers. La historieta, adaptación de la primera novela de Rice Burroughs, se completó el 16 de marzo del mismo año, y Foster rechazó el encargo de adaptar al cómic la segunda.
En 1930, como consecuencia del crack bursátil de 1929, la empresa de Joseph Neebe fue absorbida por la United Feature Syndicate, propiedad del magnate Joseph Pulitzer. Al año siguiente dicha empresa solicitó a Foster que reanudara su trabajo con el personaje, que hasta la fecha estaba realizando Rex Maxon. Foster accedió, y en su segunda etapa fue cambiando la apariencia física del personaje, que inicialmente se parecía al actor Elmo Lincoln, dándole un cabello más corto y una indumentaria que consistía en un simple taparrabos de piel de leopardo. Puede decirse que la iconografía actual de Tarzán fue creada por Foster, en paralelo con las primeras películas protagonizadas por Johnny Weissmüller, la primera de las cuales se estrenó en 1932.

## El Príncipe Valiente
Foster terminó cansándose del personaje de Tarzán, y centró su interés en un nuevo personaje de creación propia. Este personaje fue rechazado por la United Feature Syndicate, pero William Randolph Hearst, admirador del dibujo de Foster, aceptó la serie para la King Features Syndicate, llegando a ofrecerle la propiedad del personaje, una oferta nada común en aquellos tiempos. Así nació el personaje más importante de Foster, y uno de los más significativos de la historia del cómic: Príncipe Valiente.
La primera plancha dominical de Príncipe Valiente se publicó el 13 de febrero de 1937, coexistiendo durante unos meses con Tarzán, que Foster, por exigencias del contrato, no abandonó hasta el 9 de mayo del mismo año, siendo sustituido por Burne Hogarth.
A escribir los guiones y dibujar las viñetas de Príncipe Valiente dedicó Foster casi toda su vida profesional. Hasta 1971, en que cedió parte de la realización gráfica a John Cullen Murphy, dedicó más de cincuenta horas semanales a cada página dominical en color de la serie. Aunque en 1978 Murphy se convirtió en el único dibujante del cómic, Foster continuó ocupándose del guion hasta 1980. Moriría solo dos años después.